# Rorippa curvipes
Rorippa curvipes là một loài thực vật có hoa trong họ Cải. Loài này được Greene miêu tả khoa học đầu tiên năm 1896.